# Marcel Nguyen
Marcel Van Minh Phuc Long Nguyen ([ŋwiɜn315]ⓘ) (Munique, 8 de setembro de 1987) é um ginasta alemão, filho de pai vietnamita e mãe alemã.